# Albești (gmina w okręgu Marusza)
Albești – gmina w Rumunii, w okręgu Marusza. Obejmuje miejscowości Albești, Bârlibășoaia, Boiu, Jacu, Șapartoc, Țopa, Valea Albeștiului, Valea Dăii i Valea Șapartocului. W 2011 roku liczyła 5345 mieszkańców.